# Бартель, Хорст
Хорст Ба́ртель (нем. Horst Bartel; 16 января 1928, Котбус — 22 июня 1984, Восточный Берлин) — немецкий историк и педагог, после окончания Второй мировой войны живший и трудившийся в ГДР. Был автором крупных работ по истории немецкого рабочего движения в XIX веке, написанных с позиций марксизма-ленинизма.
Родился в семье рабочего-дорожника. После окончания школы поступил в педагогический колледж в городе Орлава в Верхней Силезии, но в 1944 году был вынужден покинуть его без получения учёной степени, поскольку с 1943 года состоял в гитлерюгенде и в том же году был привлечён к обязательной трудовой повинности в рамках деятельности Имперской службы труда. В мае 1945 года он попал в американский плен и до сентября находился в лагерях в Хайльбронне и Линце.
С сентября 1945 до 1946 года работал курьером в котбусской больнице. В 1946 году окончил так называемые Neulehrerkurs (курсы для учителей начальных школ, организованные союзниками, целью которых было убедиться, что так называемые «новые учителя» не будут преподавать в соответствии с нацистской идеологией) и был принят на работу в начальную школу в Пайце в качестве учителя. Бартель также вступил в 1946 году в СЕПГ и начал изучать историю, немецкую литературу и педагогике в Берлинском университете.
в 1949—1951 годах Бартель работал учителем и директором школы в Вандлице. С июля по сентябрь 1950 года он прошёл курс в Национальной школе СЕПГ В Визенбурге и в 1951 году вошёл в состав совета по образованию в Потсдаме. В 1956 году он окончил аспирантуру в Институте общественных наук при ЦК СЕПГ, его докторская диссертация была посвящена работам Карла Маркса и Фридриха Энгельса, опубликованным в газете Der Sozialdemokrat в период действия Исключительного закона против социалистов.
В 1956—1960 годах Бартель работал на должности преподавателя и руководителя учебного отдела Института общественных наук при ЦК СЕПГ, до 1969 года — заместителем директора Института истории Академии наук ГДР в Берлине, а в 1966 году стал профессором в Институте общественных наук при ЦК СЕПГ. Он принимал участие в написании истории немецкого рабочего движения в восьми томах. В 1969 году он защитил хабилитационную диссертацию о роли марксизма в немецком рабочем движении.
С 1969 года вплоть до своей смерти в 1984 году Бартель, сменив Эрнста Энгельберга, был директором Центрального института истории Академии наук ГДР и вице-председателем совета исторических наук. С 1969 года он также был членом-корреспондентом, а с 1972 года — действительным членом Академии наук ГДР. С 1975 года Бартель был также председателем секции ГДР в советско-германской Исторической комиссии. В этой должности он в 1977 году отправился на учёбу в Москву, а в 1982 году стал иностранным членом Академии наук СССР. С 1982 года он был доцентом Берлинского университета.
Похоронен на Третьем Панковском кладбище.